# William Hopson
William Hopson, född 1907 i Texas, död 1975 i Los Angeles, Kalifornien, var en amerikansk författare.

## Biografi
Efter att ha tillhört den amerikanska marinkåren tjänstgjorde Hopson som vapeninstruktör under andra världskriget. Efteråt hade han olika jobb som coyotejägare och trickflygare. Samtidigt skrev han deckare och westernberättelser åt "pulpmagasin" mellan 1938 och 1958, men även flera romaner, varav en del var omarbetningar av tidigare noveller.
Vid en presentation i en dagstidning 1954 berättade Hopson att han började med att bestämma bakgrunden och läsa in sig på tid och plats och sedan skissa fram sin huvudkaraktär för att ge denne ett problem att lösa. När detta var klart ansåg han att boken i stort sett skrev sig själv. Hopsons förläggare önskade sig nio böcker per år, men Hopson fick ned det till sex och var själv nöjd om det blev fyra eller fem årligen.
Flera av Hopsons romaner översattes till nordiska språk. I Sverige utgavs de av Wennerbergs förlag och Bokförlaget Trots. En bok som dock inte skrivits av Hopson var den i serien Longhorn (nr 38) 1972 utgivna Döden i Abilene, trots att hans angavs som författare på omslaget. Texten var identisk med den i serien Topp Wild-West (nr 23) 1962 utgivna Hämnaren från Texas, vilket skriven av Wyatt C. Bannister (pseudonym för Rune S. Mantling).  
Efter att ha levt familjeliv i Arizona under åtta år på 1950-talet flyttade Hopson till Kalifornien, där han levde till sin död 1975.